# Tory Mussett
Tory Mussett (* 26. Juni 1978 in Australien als Victoria Mussett) ist eine australische Schauspielerin.

## Leben und Karriere
Ihren ersten Fernsehauftritt hatte sie 1998 in einer Episode der Krimiserie In Sachen Mord. Später spielte sie in einer Episode von Flat Chat und in einer größeren Rolle in Crash Palace. 2003 hatte sie jeweils eine kleine Nebenrolle in Matrix Reloaded als Die schöne Frau at Le Vrai und in Peter Pan als eine der Meerjungfrauen. 2005 folgte eine mehr bedeutende Rolle im Film Boogeyman – Der schwarze Mann. Im Jahr 2006 spielte Mussett in der dritten Episode der Miniserie Stephen King’s Alpträume mit, in der sie die Freundin von einem Privatdetektiv, gespielt von William H. Macy, spielte.
Ab 2007 spielte sie als „Julie“ in der WWE-Filmproduktion Die Todeskandidaten an der Seite von Steve Austin mit. Als Letztes erschien Mussett als Nebenfigur in der australischen Comedy-Show 30 Sekunden, die auf dem Comedy Channel ausgestrahlt wird.

## Filmografie
- 1998: In Sachen Mord (Murder Call, Fernsehserie, Episode 2x04)
- 1999: Secret Men’s Business (Fernsehfilm)
- 2000: Mission: Impossible II
- 2001: Flat Chat (Fernsehserie, Episode 1x08)
- 2001: Crash Palace (Fernsehserie, 8 Episoden)
- 2003: Matrix Reloaded (The Matrix Reloaded)
- 2003: Peter Pan
- 2005: Boogeyman – Der schwarze Mann (Boogeyman)
- 2006: Safety in Numbers
- 2006: Nightmares & Dreamscapes: Nach den Geschichten von Stephen King (Nightmares & Dreamscapes: From the Stories of Stephen King, Fernsehserie, Episode 1x03)
- 2007: Die Todeskandidaten (The Condemned)
- 2007: The Heist (Kurzfilm)
- 2007: Stupid Stupid Man (Fernsehserie, Episode 2x01)
- 2008: Soft Cop (Kurzfilm)
- 2009: Be the Tool
- 2009: 30 Seconds (Fernsehserie, Episode 1x02)
- 2009: East West 101 (Fernsehserie, Episode 2x04)